# Branle

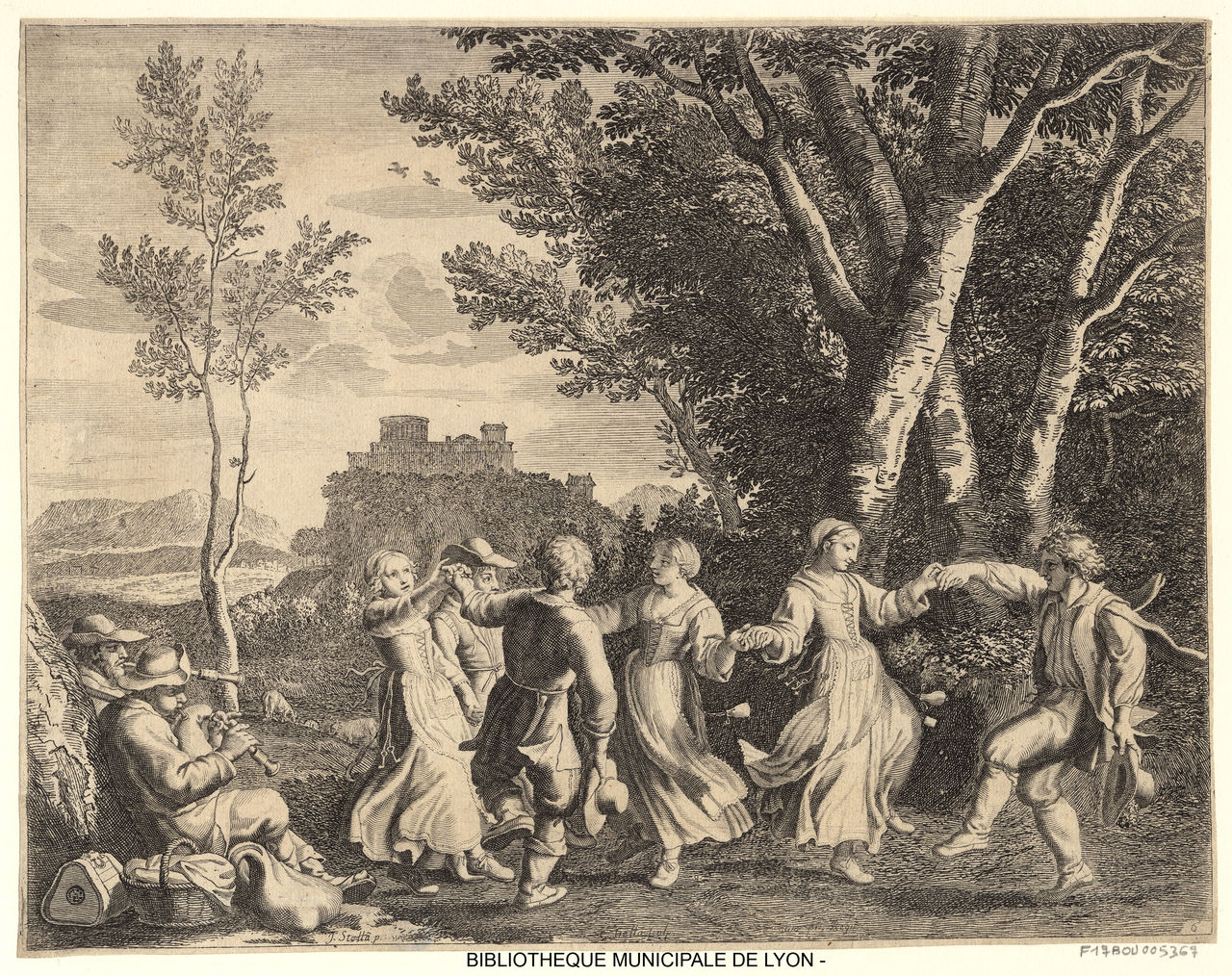
Branle

Een branle of bransle is een Franse dansstijl uit de 16e eeuw, welke voornamelijk van zijde naar zijde beweegt en uitgevoerd wordt door koppels in een lijn of cirkel. 
Het woord is afgeleid van het Franse woord branler (wiebelen), mogelijk gerelateerd aan brandish (zwaaien). In Italië werd de branle de brando en in Spanje de bran. Brando alta regina door Cesare Negri toont aan hoe wijdverspreid de Franse en Italiaanse dansen waren bij het begin van de 17de eeuw. De branle leek naar Schotland gereisd te zijn en overleefde een tijdje als de brail, maar in Engeland werd hij zelden gedanst en van de duizenden muziekstukken voor luit uit Engeland werden er slechts 18 branle genoemd,ook al is een stuk genaamd "courant" in continentale bronnen als een branle gekend.